# Liste des milliardaires du monde en 2016
Ceci est la liste des milliardaires du monde telle que publiée par le magazine américain Forbes pour l'année 2016. Ce magazine recense les milliardaires de la planète, à l'exception des têtes couronnées (sauf si leur fortune est privée), et exprime leur fortune en milliards de dollars américains (l'unité retenue dans la suite du texte).
Le classement en 2016 dénombre au total 1 810 milliardaires, en légère diminution face aux 1 826 de l'année dernière. Leur patrimoine s'élève à un peu plus de 6 480 milliards de dollars, soit une diminution en un an de 570 milliards de dollars,.
Pour la première fois depuis 2010, la fortune moyenne de ces milliardaires a baissé, s'établissant cette année à 3,6 milliards, 300 millions de moins que l'an dernier. Forbes explique ce recul relatif par différents facteurs tels que la baisse du prix du pétrole, l'instabilité de la bourse ainsi qu'un dollar fort, qui a redistribué les richesses dans le monde.
Les États-Unis ont le plus grand nombre de milliardaires (540) suivis de la Chine continentale (251) et de l'Allemagne (120). Bill Gates, est pour la troisième année consécutive, l'homme le plus riche au monde avec une fortune s’établissant à 79.3 milliards de dollars, en baisse cependant de 4,2 milliards par rapport à l'an dernier. 

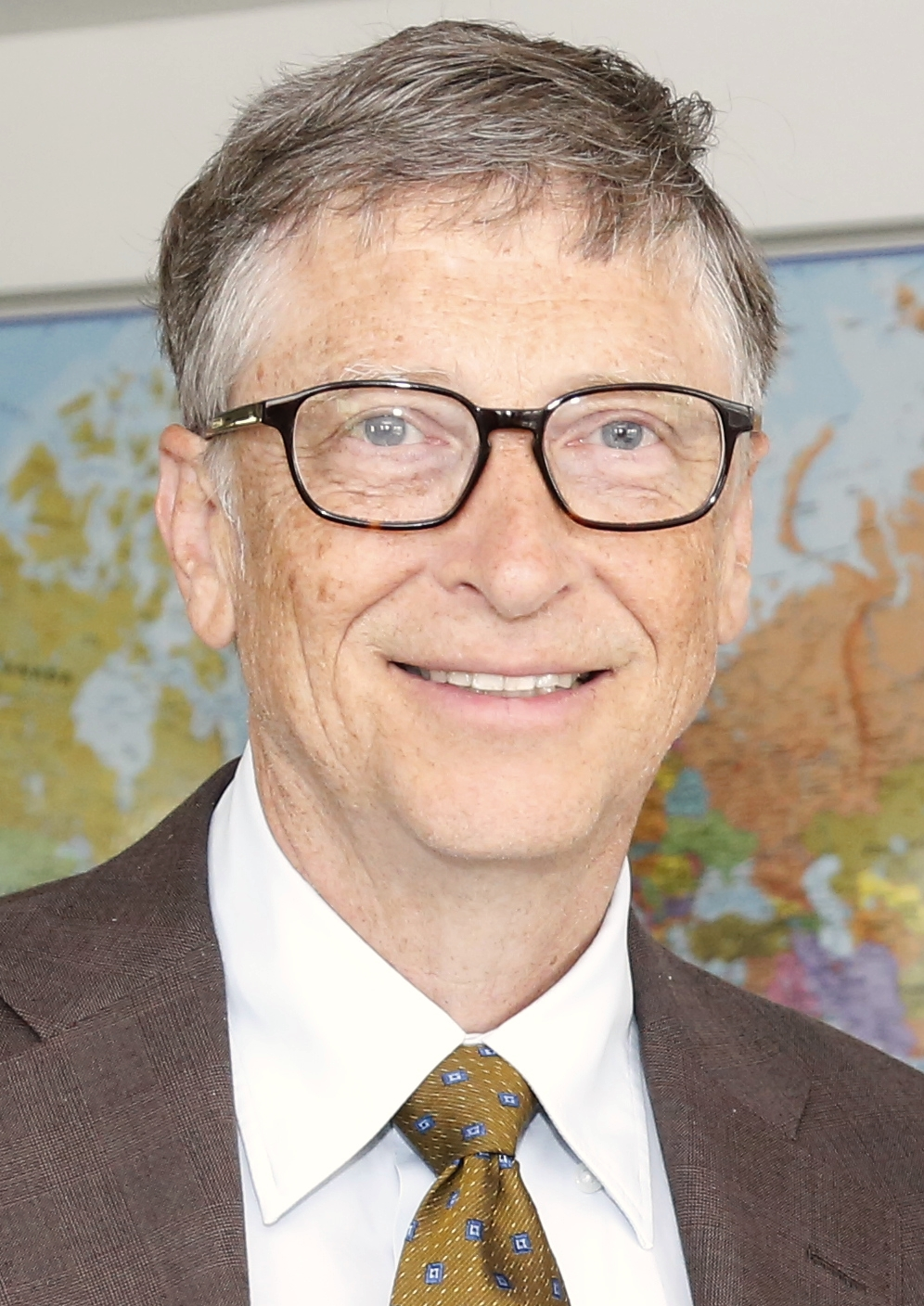
Bill Gates
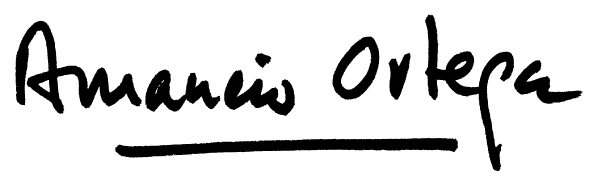
Amancio Ortega
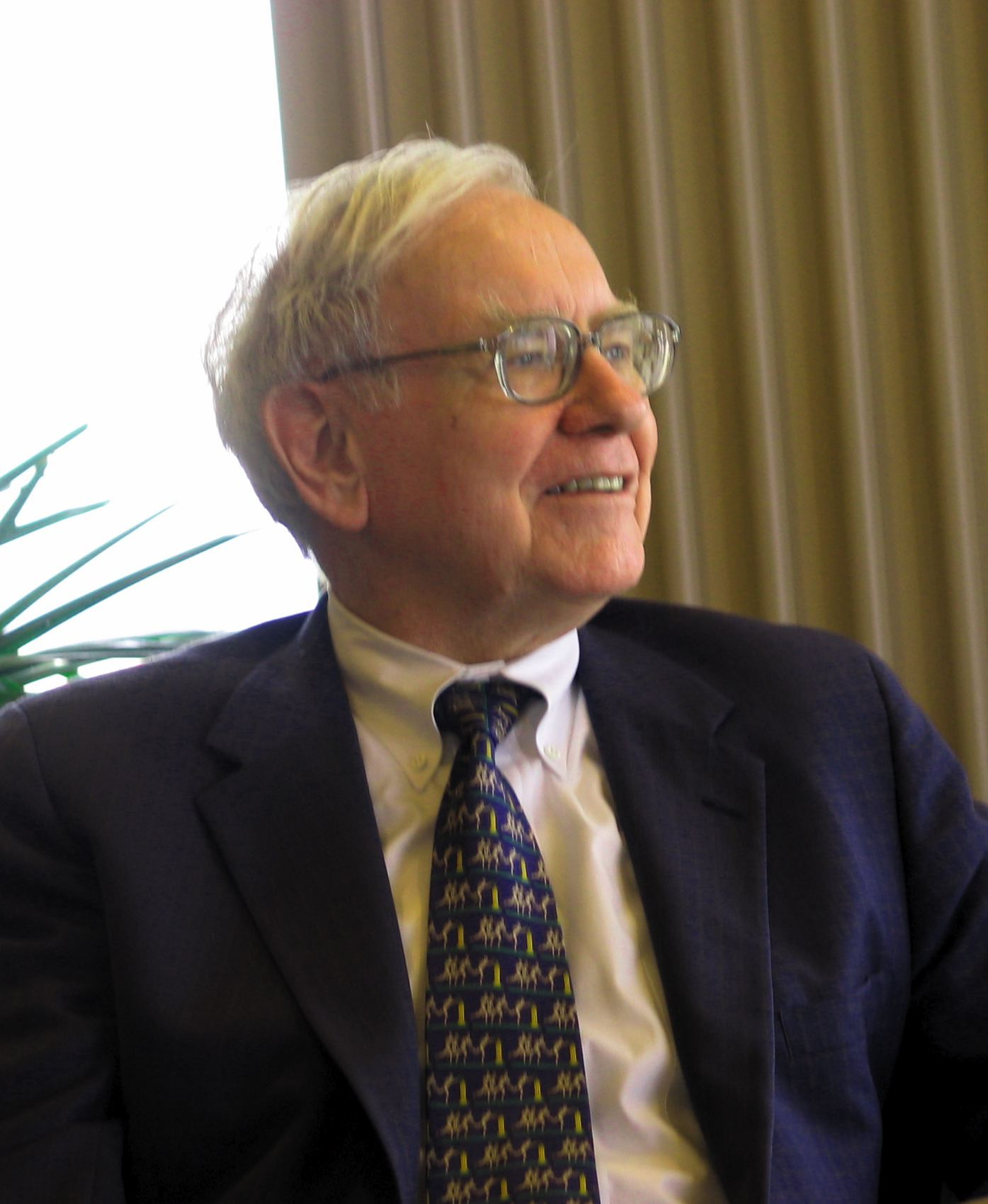
Warren Buffett

| Légende         | Légende                        |
| Icônes          | Description                    |
| --------------- | ------------------------------ |
| en stagnation   | Pas de changement depuis 2015. |
| en augmentation | En progrès depuis 2015.        |
| en diminution   | En recul depuis 2015.          |

| #  | Nom                 | Fortune (en dollars américains) | Pays       | Résidence              | Entreprise ou secteur |
| -- | ------------------- | ------------------------------- | ---------- | ---------------------- | --------------------- |
| 1  | Bill Gates          | 79.3 milliards                  | États-Unis | Washington             | Microsoft             |
| 2  | Amancio Ortega      | 77.5 milliards                  | Espagne    | Province de La Corogne | Inditex               |
| 3  | Warren Buffett      | 65.9 milliards                  | États-Unis | Nebraska               | Berkshire Hathaway    |
| 4  | Mark Zuckerberg     | 56,7 milliards                  | États-Unis | Californie             | Facebook              |
| 5  | Carlos Slim Helú    | 50 milliards                    | Mexique    | Washington             | Telmex, Grupo Carso   |
| 6  | Jeff Bezos          | 45,2 milliards                  | États-Unis | Washington             | Amazon                |
| 7  | Larry Ellison       | 43,6 milliards                  | États-Unis | Californie             | Oracle Corporation    |
| 8  | Michael Bloomberg   | 40 milliards                    | États-Unis | New York               | Bloomberg LP          |
| 9  | Charles Koch        | 39,6 milliards                  | États-Unis | Kansas                 | Koch Industries       |
| 10 | David Koch          | 39.6 milliards                  | États-Unis | New York               | Koch Industries       |
| 11 | Liliane Bettencourt | 36,1 milliards                  | France     | Île-de-France          | L'Oréal               |
| 12 | Larry Page          | 35,2 milliards                  | États-Unis | Californie             | Google                |
| 13 | Sergey Brin         | 34,4 milliards                  | États-Unis | Californie             | Google                |
| 14 | Bernard Arnault     | 34 milliards                    | France     | Île-de-France          | LVMH                  |
| 15 | Jim Walton          | 33,6 milliards                  | États-Unis | Arkansas               | Walmart               |
| 16 | Alice Walton        | 32,3 milliards                  | États-Unis | Texas                  | Walmart               |
| 17 | S. Robson Walton    | 31,9 milliards                  | États-Unis | Arkansas               | Walmart               |
| 18 | Wang Jianlin        | 28,7 milliards                  | Chine      | Chine                  | Wanda Group           |
| 19 | Jorge Paulo Lemann  | 27,8 milliards                  | Brésil     | Suisse                 | 3G Capital            |
| 20 | Li Ka-shing         | 27,1 milliards                  | Hong Kong  | Hong Kong              | Hutchison Whampoa     |